# Булаево (Мордовия)
Булаево — село в Урейском сельском поселении Темниковского района. Население 233 чел. (2001), в основном русские.
Являлось центром Булаевского сельсовета (в его состав входили деревни Айсино и Карлино), с 28 декабря 2004 года   — также центром Булаевского сельского поселения. Булаевский сельсовет и Булаевское сельское поселение упразднены 15 июня 2015 года.

## Месторасположение
Находится на р. Урейке, в 50 км от районного центра и 60 км от железнодорожной станции Торбеево. В исторических документах упоминается с XVI в.

## Население
Название-антропоним: владельцами этого населённого пункта были Булаевы, служилые татары на Темниковской засечной черте. В «Списке населённых мест Пензенской губернии» (1869) Булаево — село владельческое из 68 дворов (448 чел.) Краснослободского уезда.

## Административные и промышленные здания
В 1913 г. в селе было 126 дворов (756 чел.); церковно-приходская школа, винокуренный завод, ветряная мельница. До 1917 г. село являлось вотчиной помещиков Бакулиных. Здесь были спиртзавод, паровая мельница (у крестьян и ветряные), 2 дранки, шерстобойня, пруды для разведения рыбы, липовый парк (сохранился). В центре села стояла деревянная церковь с кирпичной колокольней (здание сохранилось, без колокольни; в нём размещаются сельская администрация, библиотека и Дом культуры).

## Экономика
В 1930-е гг. был создан колхоз «Труд», позднее, после объединения с д. Айсино и д. Карлино, стал называться им. Калинина, с 1995 г. — ТОО СХП «Булаевское». В современном Булаеве — школа, медпункт, магазин, библиотека, Дом культуры.

## Достопримечательности
В центре — памятник воинам, погибшим в годы Великой Отечественной войны. Булаево — родина Героя Советского Союза П. А. Ванцина.

## Источник
- Энциклопедия Мордовия, И. В. Чумарова.